# Doris Raab
Pour les articles homonymes, voir Raab.
Doris Raab, née le 19 octobre 1851 à Nuremberg et morte avant 1933, est une graveuse allemande.

## Biographie
Née le 19 octobre 1851 à Nuremberg, Doris Raab est la fille et l'élève de Johann Leonhard Raab. Elle grave au burin, représentant des scènes de la vie quotidienne et des portraits, ainsi que des paysages d'Italie et du Tyrol. Elle reçoit des médailles lors des expositions de Nuremberg, Berlin et Munich. Au Salon de Paris, elle obtient une mention honorable en 1885. Elle reçoit une médaille d'argent en 1900 à l'Exposition universelle de Paris.
Doris Raab meurt avant 1933.

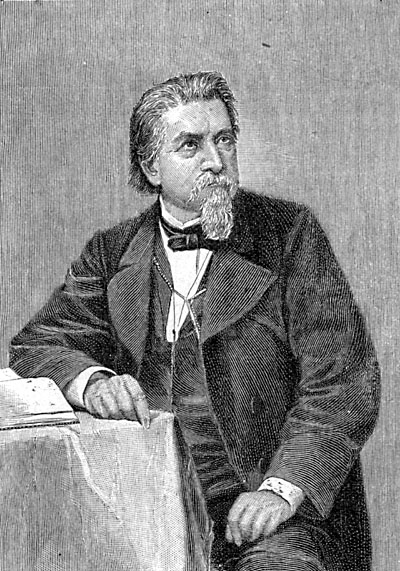
Portrait de Karl Gutzkow, 1905.
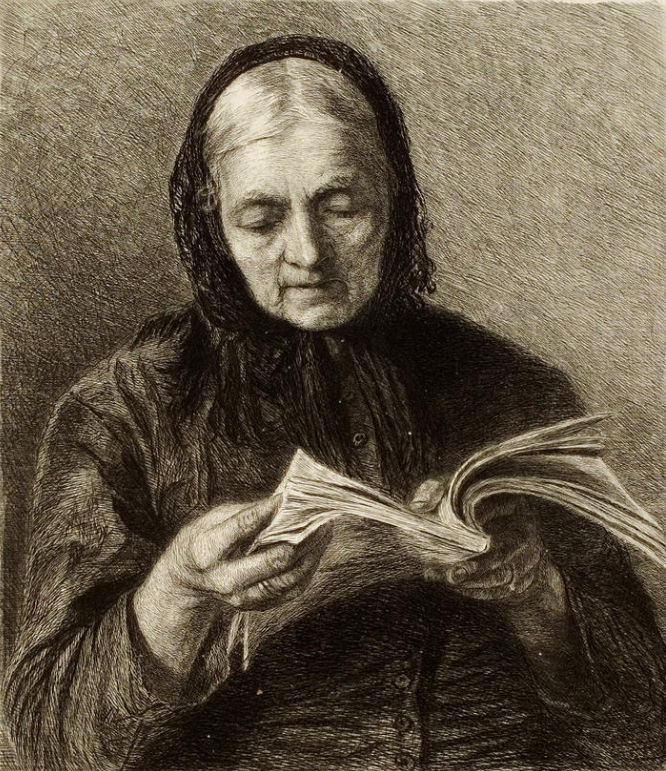
Lesende Frau (Femme qui lit), 1893.
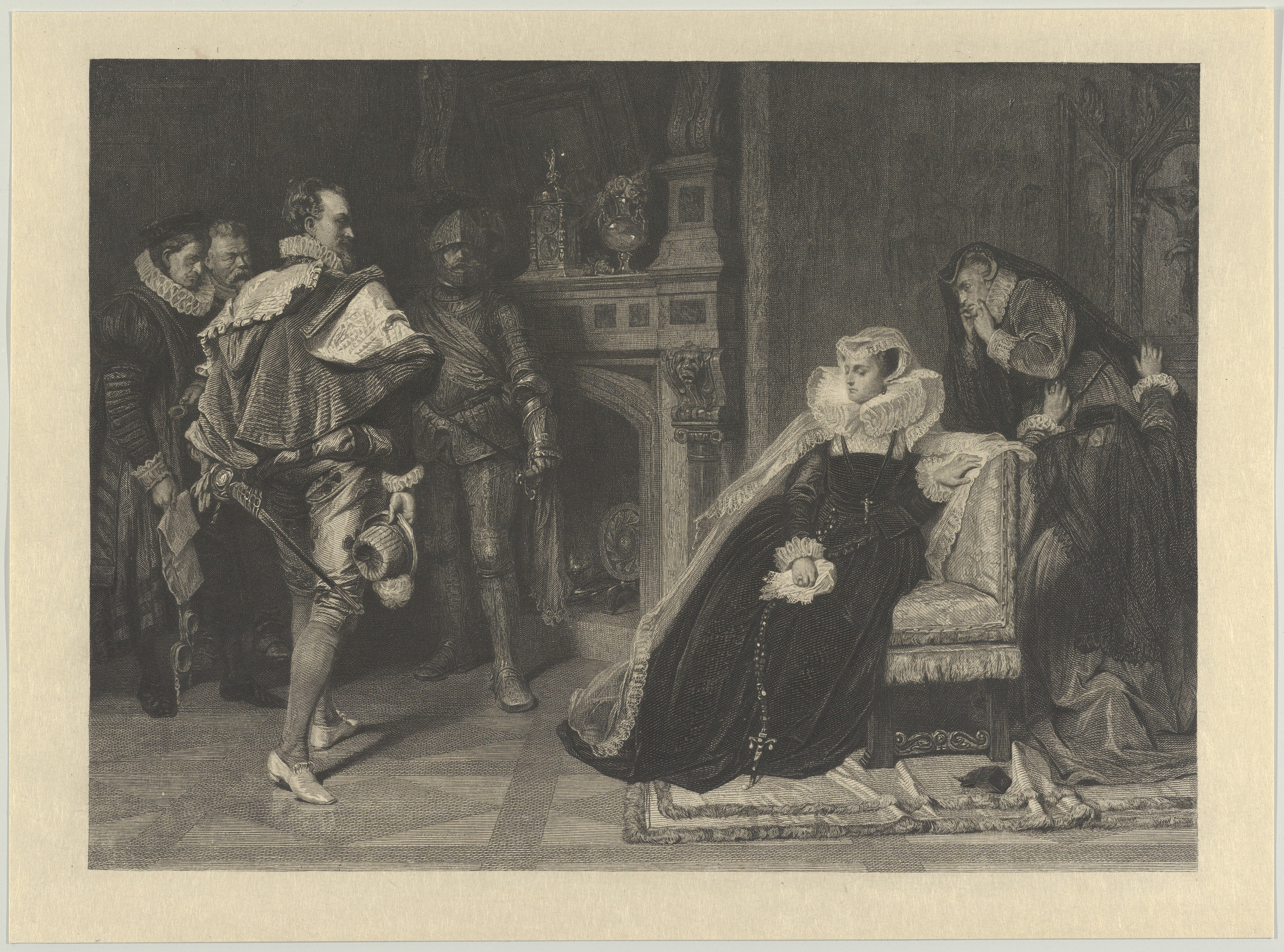
Mary Stuart écoutant l'ordre de son exécution, d'après Karl von Piloty, vers 1878.
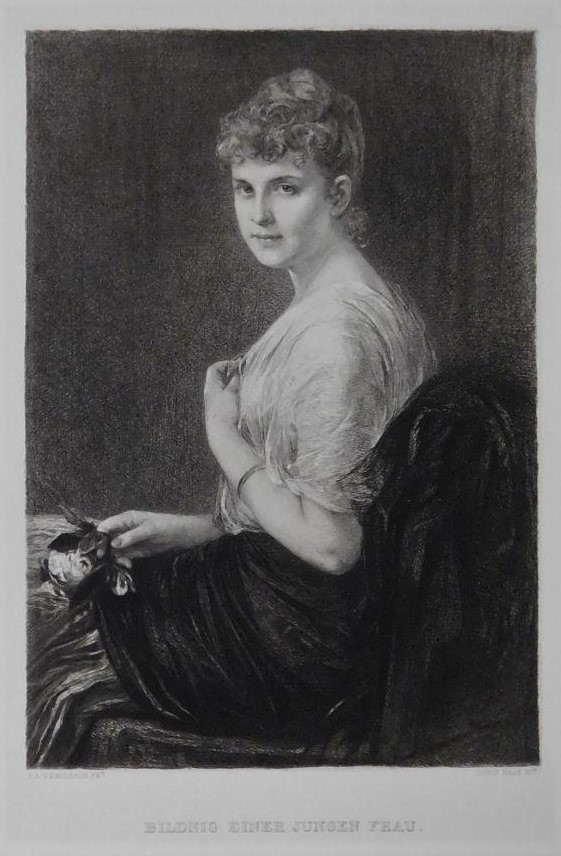
Portrait d'une jeune femme, d'après Friedrich August von Kaulbach (1890).